# Ким Джин Хо
Ким Джин Хо (кор. 김진호?, 金珍浩?, р.1 декабря 1961) — южнокорейская спортсменка, стрелок из лука, призёр Олимпийских игр.

## Биография
Родилась в 1961 году. В 1984 году завоевала бронзовую медаль Олимпийских игр в Лос-Анджелесе.